# Coelogyne acutilabium
Coelogyne acutilabium é uma espécie de orquídea epífita, família Orchidaceae, possivelmente originária da Península da Malásia.